# Viscere
Viscere, in anatomia, è un termine che indica genericamente gli organi interni. In particolare Include gran parte degli organi considerati come organi interni, anche se non tutti (ad esempio il cuore è escluso). La fuoruscita di tali strutture dalle sedi anatomiche costituisce la patologia dell'ernia.

## Terminologia
Il termine veniva utilizzato nei Nomina Anatomica, mentre non è presente nella Terminologia Anatomica. L'aggettivo viscerale, sinonimo di splancnico (dal greco splànchnon ossia appunto 'organo interno') è quindi utilizzato per riferirsi agli organi interni presenti nella cavità addominale. Viscerale è anche usato in anatomia come opposto di parietale, che si riferisce alla pareti di una parte del corpo, di un organo di una cavità. I due termini sono spesso usati in contrapposizione tra loro per descrivere una membrana (ad esempio i due foglietti di una membrana sierosa).

## Visceri umani

### Addome
- peritoneo
- stomaco
- duodeno
- intestino tenue
- intestino crasso
- fegato
- milza
- pancreas
- reni
- ghiandole surrenali
- colecisti

### Pelvi e perineo
- ovaie
- tube di Falloppio
- utero
- vescica
- prostata
- testicoli
- retto

### Innervazione
I visceri ricevono per la maggior parte un'innervazione parasimpatica da parte del nervo vago e simpatica da parte dei nervi splancnici. Questi ultimi contengono anche fibre sensitive che raggiungono il midollo spinale. Il dolore proveniente dai visceri (dolore viscerale) è percepito come dolore riferito alla cute, la cui sede dipende dal dermatomo corrispondente al segmento spinale di afferenza.